# Алітуський повіт
Алітуський повіт (лит. Alytaus apskritis) — повіт на півдні Литви. Межує з Маріямпольским, Каунаським, Вільнюським повітами, а також з Польщею і Гродненською областю Білорусі.

## Адміністративний поділ
Повіт утворює території:
- Самоврядування міста Алітуса
- Самоврядування Алітуського району (11 староств)
- Друскінінкайське самоврядування (2 староства)
- Самоврядування Лаздийського району (14 староств)
- Самоврядування Варенського району (8 староств)

## Історія
- 16 травня 1945 р. — Битва при Кальнішке